# اویل سیتی (ویسکانسین)
اویل سیتی (به انگلیسی: Oil City) یک منطقهٔ مسکونی در ایالات متحده آمریکا است که در شهرستان مونروو، ویسکانسین واقع شده‌است. اویل سیتی ۲۷۰٫۰۶ متر بالاتر از سطح دریا واقع شده‌است.